# فكتور ايفانوف
فكتور ايفانوف (بالروسية: Иванов, Виктор Николаевич)‏ (29 أغسطس 1960 أومسك روسيا - ) هو لاعب كرة قدم روسي يلعب كمدافع.